# Canton, China
Canton, China è un cortometraggio muto del 1913. Il film, un documentario di 150 metri girato a Canton, non riporta né il nome del regista né quello dell'operatore.

## Produzione
Il film fu prodotto dalla Selig Polyscope Company.

## Distribuzione
Distribuito dalla General Film Company, il film - un documentario di 150 metri - uscì nelle sale cinematografiche statunitensi il 21 aprile 1913. Nelle proiezioni, veniva programmato con il sistema dello split reel, accorpato in un'unica bobina con un altro cortometraggio prodotto dalla Selig, la commedia Alas! Poor Yorick!.